# Чемпионат СССР по лыжным гонкам 1954
26-й лично-командный чемпионат СССР по лыжным гонкам проходил в Златоусте Челябинской области с 7 по 13 марта 1954 года. Соревнования проводились по восьми дисциплинам — гонки на 18, 30, 50 км, эстафета 4×10 км, бег патрулей 30 км (мужчины), гонки на 5 и 10 км, эстафета 4х5 км (женщины).

## Медалисты

### Мужчины
|                    | Золото                                                                     | Серебро                                                                   | Бронза                                                                         |
| ------------------ | -------------------------------------------------------------------------- | ------------------------------------------------------------------------- | ------------------------------------------------------------------------------ |
| Гонка на 18 км     | Терентьев Фёдор ЦСК МО Москва                                              | Козлов Николай «Шахтер» Ленинград                                         | Маринычев Владимир ЦСК МО Москва                                               |
| Гонка на 30 км     | Терентьев Фёдор ЦСК МО Москва                                              | Бутаков Виктор Советская Армия Свердловск                                 | Козлов Николай «Шахтер» Ленинград                                              |
| Гонка на 50 км     | Терентьев Фёдор ЦСК МО Москва                                              | Гнусарев Василий «Медик» Ленинград                                        | Ташкинов Евгений «Локомотив» Свердловская область                              |
| Эстафета 4х10 км   | «Динамо» Суворов Герман Колчин Павел Семёнов Андрей Мизюкаев Михаил        | «Зенит» Таланов Борис Кузьмин Иван Спиридонов Виктор Кузнецов Валентин    | Советская Армия Павлов Илья Маринычев Владимир Оляшев Владимир Терентьев Фёдор |
| Бег патрулей 30 км | «Динамо» Костылев Алексей Фомин Владимир Соколов Дмитрий Овчинников Виктор | Советская Армия Володин Пётр Морозов Пётр Бутаков Виктор Видинеев Николай | «Колхозник» Волков С. Кузьминский И. Локтев С. Кузовенков Владимир             |

### Женщины
|                 | Золото                                                                     | Серебро                                                                       | Бронза                                                                             |
| --------------- | -------------------------------------------------------------------------- | ----------------------------------------------------------------------------- | ---------------------------------------------------------------------------------- |
| Гонка на 5 км   | Козырева Любовь «Искра» Ленинград                                          | Леонтьева(Бакилина) Алевтина «Искра» Ленинград                                | Сушина Софья «Спартак» Горький                                                     |
| Гонка на 10 км  | Масленникова Маргарита «Искра» Ленинград                                   | Козырева Любовь «Искра» Ленинград                                             | Сушина Софья «Спартак» Горький                                                     |
| Эстафета 4х5 км | «Спартак» Сушина Софья Архипова Евдокия Малофеева Александра Каткова Лилия | «Динамо» Гомозова Клавдия Гусева Нина Поликарпова Мария Каалисте(Мухина) Анна | «Искра» Леонтьева Алевтина Масленникова Маргарита Царева Валентина Козырева Любовь |